# Nedladdningsbart innehåll till Mass Effect 2
Mass Effect 2 är ett actionrollspel utvecklat av Bioware och utgivet av Electronic Arts till Microsoft Windows och Xbox 360 i januari 2010, och till Playstation 3 i januari 2011. Spelet har en mängd olika nedladdningsbara innehållspaket som släpptes från januari 2010 till maj 2011 till Xbox Live, Playstation Network och Bioware Social Network. Det nedladdningsbara innehållet varierar från enstaka utrustningar till helt nya handlingsrelaterade uppdrag. Större paket inkluderar Kasumi - Stolen Memory, Overlord, Lair of the Shadow Broker och Arrival. Det nedladdningsbara innehållet i Mass Effect 2 har fått ett positivt mottagande av recensenter och vissa innehållspaket nominerades för bästa DLC (nedladdningsbart innehåll) på Spike Video Game Awards.
Nya inköp av spelet är försedda med en engångsbrukskort som ger en accesskod för att kunna låsa upp spelets Cerberus Network, ett onlinebaserat nedladdningsbart innehåll och nyhetstjänst som ger åtkomst till bonusmaterial för spelet. Men de spelare som köpt en begagnad version av spelet måste betala för Cerberus Network separat om de ville få tillgång till det nya innehållet. De nedladdningsbara innehållspaket som kräver Cerberus Network är gratis, medan de som inte kräver det är prissatta. De innehållspaket som listats som förhandsbokningsinnehåll var endast tillgängligt till Microsoft Windows- och Xbox 360-versionerna av spelet genom begränsade marknadsföringsmöjligheter. Senare buntades de flesta av dessa paket till större förpackningar och släpptes exklusivt till Playstation Network för Playstation 3-användare.

## Innehållspaket
| |                  |                 |  |  |
| Normandy Crash Site | 26 januari 2010  | 18 januari 2011 |  |  |
| - Kräver Cerberus Network. - Lägger till ett uppdrag och andra föremål. - Handlar om utforskningen av det originella Normandy-skeppets olycksplats.                                                                                               |                  |                 |  |  |
| Zaeed - The Price of Revenge | 28 januari 2010  | 18 januari 2011 |  |  |
| - Kräver Cerberus Network. - Lägger till två uppdrag, en gruppmedlem, ett tungt vapen och andra föremål. - Handlar om Zaeed Massani och hans historia med en legosoldatsorganisation vid namn Blue Suns.                                          |                  |                 |  |  |
| Cerberus Weapon and Armor | 9 februari 2010  | 18 januari 2011 |  |  |
| - Kräver Cerberus Network. - Lägger till ett hagelgevär och en rustning. |                  |                 |  |  |
| Arc Projector | 9 mars 2010      | 18 januari 2011 |  |  |
| - Kräver Cerberus Network. - Lägger till ett tungt vapen. |                  |                 |  |  |
| Firewalker | 23 mars 2010     | 18 januari 2011 |  |  |
| - Kräver Cerberus Network. - Lägger till fem uppdrag och andra föremål. - Handlar om planetutforskning ombord på ett flygande fordon vid namn Hammerhead.                                                                                         |                  |                 |  |  |
| Alternate Appearance Pack 1 | 23 mars 2010     | 18 januari 2011 |  |  |
| - Inkluderas i innehållspaketet N7 Complete Arsenal Bundle. - Lägger till ett alternativt utseende för Jack, Thane Krios och arrus Vakarian. |                  |                 |  |  |
| Kasumi - Stolen Memory | 6 april 2010     | -               |  |  |
| - Inkluderas i Playstation 3-versionen av Mass Effect 2. - Lägger till två uppdrag, en gruppmedlem, en kulsprutepistol och andra föremål. - Handlar om återhämtningen av data som har stor betydelse för Kasumi Goto.                             |                  |                 |  |  |
| Equalizer Pack | 4 maj 2010       | 18 januari 2011 |  |  |
| - Inkluderas i paketet N7 Complete Arsenal Bundle. - Lägger till två rustningsdelar och en rustning från förhandsbokningspaketet Inferno Armor.                                                                                                   |                  |                 |  |  |
| Overlord | 15 juni 2010     | -               |  |  |
| - Inkluderas i Playstation 3-versionen av Mass Effect 2. - Lägger till fem uppdrag och andra föremål. - Handlar om händelserna om en experimentell virtuell intelligens som gått bärsärk.                                                         |                  |                 |  |  |
| Aegis Pack | 6 juli 2010      | 18 januari 2011 |  |  |
| - Inkluderas i innehållspaketet N7 Complete Arsenal Bundle. - Lägger till fem rustningsdelar och ett prickskyttegevär från förhandsbokningspaketet M-29 Incisor.                                                                                  |                  |                 |  |  |
| Firepower Pack | 3 augusti 2010   | 18 januari 2011 |  |  |
| - Inkluderas i innehållspaketet N7 Complete Arsenal Bundle. - Lägger till en automatkarbin, en tung pistol och ett hagelgevär. |                  |                 |  |  |
| Lair of the Shadow Broker | 7 september 2010 | -               |  |  |
| - Inkluderas i Playstation 3-versionen av Mass Effect 2. - Lägger till ett uppdrag och andra föremål - Handlar om Liara T'Soni och hennes historia med en informationsgivare vid namn Shadow Broker.                                              |                  |                 |  |  |
| Terminus Weapon and Armor | -                | 18 januari 2011 |  |  |
| - Inkluderas i innehållspaketet N7 Complete Arsenal Bundle. - Innehåller förhandsbokningspaketet Terminus Weapon and Armor. |                  |                 |  |  |
| Recon Operations Pack | -                | 18 januari 2011 |  |  |
| - Inkluderas i innehållspaketet N7 Complete Arsenal Bundle. - Innehåller förhandsbokningspaketen Collectors' Weapon and Armor, Recon Hood, Sentry Interface och Umbra Visor.                                                                      |                  |                 |  |  |
| N7 Complete Arsenal Bundle | -                | 18 januari 2011 |  |  |
| - Innehåller paketen Alternate Appearance Pack 1, Equalizer Pack, Aegis Pack, Firepower Pack och Recon Operations Pack, samt förhandsbokningspaketet Terminus Weapon and Armor.                                                                   |                  |                 |  |  |
| Mass Effect: Genesis | 17 maj 2011      | 18 januari 2011 |  |  |
| - Kräver Cerberus Network för Playstation 3-versionen av Mass Effect 2. - Lägger till en interaktiv serietidning som tillåter spelaren att påverka berättelsen i Mass Effect 2 med flera stora handlingsbeslut från det ursprungliga Mass Effect. |                  |                 |  |  |
| Alternate Appearance Pack 2 | 8 februari 2011  | 8 februari 2011 |  |  |
| - Lägger till ett alternativt utseende för Tali'Zorah, Miranda Lawson och Grunt. |                  |                 |  |  |
| Arrival | 29 mars 2011     | 29 mars 2011    |  |  |
| - Lägger till ett uppdrag och andra föremål - Handlar om händelserna för en nära förestående invasion av en mycket avancerad maskinras av syntetiska-organiska rymdskepp.                                                                         |                  |                 |  |  |

## Förhandsbokningsinnehåll
| Innehåll |
| --- |
| |
| Collectors' Weapon and Armor |
| - Ges till spelare som köpt Mass Effect 2 Digital Deluxe Edition eller Mass Effect 2 Limited Collector's Edition. - Inkluderas i paketen Recon Operations Pack (och N7 Complete Arsenal Bundle). - Lägger till en automatkarbin och en rustning. |
| Terminus Weapon and Armor |
| - Ges till spelare som förhandsbokat en kopia av spelet på Gamestop. - Inkluderas i innehållspaketet N7 Complete Arsenal Bundle. - Lägger till ett tungt vapen och en rustning.                                                                  |
| Blood Dragon Armor |
| - Ges till spelare som registrerat en kopia av spelet Dragon Age: Origins. - Inkluderas i Playstation 3-versionen av Mass Effect 2. - Lägger till en rustning.                                                                                   |
| Inferno Armor |
| - Ges till spelare som förhandsbokat en kopia av spelet på vissa återförsäljare. - Inkluderas i paketen Equalizer Pack (och N7 Complete Arsenal Bundle). - Lägger till en rustning.                                                              |
| Recon Hood |
| - Ges till spelare som löst in koder på särskilt markerade Dr Pepper-produkter. - Inkluderas i paketen Recon Operations Pack (och N7 Complete Arsenal Bundle). - Lägger till en rustning.                                                        |
| Sentry Interface |
| - Ges till spelare som löst in koder på särskilt markerade Dr Pepper-produkter. - Inkluderas i paketen Recon Operations Pack (and N7 Complete Arsenal Bundle). - Lägger till en rustningsdel.                                                    |
| Umbra Visor |
| - Ges till spelare som löst in koder på särskilt markerade Dr Pepper-produkter. - Inkluderas i paketen Recon Operations Pack (och N7 Complete Arsenal Bundle). - Lägger till en rustningsdel.                                                    |
| M-29 Incisor |
| - Ges till spelare som har köpt Mass Effect 2 Digital Deluxe Edition. - Inkluderas i paketen Aegis Pack (och N7 Complete Arsenal Bundle). - Lägger till ett prickskyttegevär.                                                                    |